# Stor-Prästlidtjärnen
Stor-Prästlidtjärnen är en sjö i Örnsköldsviks kommun i Ångermanland och ingår i Idbyåns huvudavrinningsområde.